# Jorge Rando
Jorge Rando (* 23. června 1941 Málaga) je španělský neoexpresionistický malíř a sochař.

## Životopis
Narodil se v Malaze a ve svých dvaceti letech se odstěhoval do Německa, kde studoval filosofii. Žil v Kolíně nad Rýnem, a právě německá centrální evropská kultura byla klíčová pro vznik nejdůležitější etapy jeho uměleckého vývoje.
V roce 1984 se vrátil zpět do Malagy se svou ženou Margit. Zde se usadil a začal pracovat na Španělském cyklu. Je považován za jednoho z nejuznávanějších španělských umělců. Od 60. let vystavoval svá mistrovská díla v galeriích a veletrzích současného umění, stejně tak v národních a mezinárodních muzeích a nadacích. Jeho knihy lze nalézt na vysokých školách a v knihovnách ve Španělsku, ale i v několika dalších zemích v Evropě a USA.
Jorge Rando byl umělcem, který ilustroval televizní přenos Semana Santa de Málaga (Svatý týden v Malaze). Ilustrace byly umístěny na internet s podporou zdejší radnice. Více než 90 000 ilustrací bylo staženo uživateli internetu.
V roce 2006 získal cenu nadace Antiquaria za přínos k expresionismu ve Španělsku. Ve stejném roce také obdržel cenu Současného umění od Tertulia Illustrada v Madridu.
V roce 2007 obdržel v Madridu cenu za výtvarné umění Artes Plásticas a Organizace Álvaro Mutis mu udělila cenu za umění Libro de Oro de la Plástica. V tomto roce také Národní knihovna ve Španělsku (v Madridu) nakoupila několik jeho kreseb. V roce 2008 se v Malaze konaly dvě velké výstavy; výstava obrazů, kreseb a soch s náboženskou tematikou v prestižních sálech biskupského paláce a výstava uměleckých děl vytvořených během posledních třiceti let, která se konala v Městském muzeu. V tom samém roce mu Asociación Malagueña de Escritores (Asociace spisovatelů v Málaze) udělila ocenění „Artista del Año“ (Umělec roku).
V roce 2009 byl otevřen první skanzen v Malaze, Museo al Aire Libre de Málaga v Nasrovských zahradách Katedrály (Jardines nazaríes de la Catedral). Nachází se zde sedm velkých soch ze železa a dřeva, z nichž některé váží více než dvě tuny. Nachází se zde také sousoší, které se skládá z osmi soch. Návrhy 25 skic skleněných stěn Katedrály v Malaze vytvořil Francisco García Mota.
V roce 2010 vytvořil sochu, kterou SIGNIS daroval jako cenu Film Circuit. Také byla vybraná jako cena na španělském filmovém festivalu v roce 2011 (Festival del Cine Español de 2011). V tomto roce byla také uvedena monografická výstava o prostituci s názvem „La mirada ascética en la pintura“ (Asketický výraz v obraze), která se konala v sálech rektorátu na univerzitě v Malaze (Salas del Rectorado de la Universidad de Málaga). Později se výstava přesunula do Gabarrón Foundation Museum v New Yorku, a pak zpět do Španělska, do Madridu. Poté se konaly výstavy v různých městech v Německu.
V roce 2011 mu byla udělena cena za umění Perséfone, malíř roku, od Clubu de Medios. Ve stejném roce vytvořil putující výstavu v Iserlohnu, Wittenu, Hamburku, Kolíně nad Rýnem a v Berlíně. Jorge Rando je prvním katolickým umělcem, který vystavoval své obrazy v evangelickém kostele v Německu „Evangelische Kirche in Deutschland“ (EKD). Presidentovi „des Kirchenamt“ dr. Hans-Ulrich Ankemu, daroval obraz ve velkém formátu, který je dominantou kaple EKD. Mistrovské dílo patří do cyklu „Pasión en la Pintura de Rando“ (Vášeň v Randových obrazech).
V tomto roce byl také otevřen skanzen San Ramón Nonato v Malaze, který je věnován současné realitě, lidem na okraji společnosti a týraným.
V roce 2012 pokračuje v tvoření výstav plánovaných pro ten samý rok ve Španělsku, Německu a USA. Mistr pokračoval v práci na sochách, které byly určeny pro „Jardín de la Conciencia“ (Zahrada svědomí). Kromě tohoto také začal pracovat na projektu „Jorge Rando y la Red Carpet Experience“, který je zaměřen na integraci umění ulice, mládeže a lidí na okraji společnosti.
Mistr také vedl několik seminářů o malování ve Španělsku a Německu.
V roce 2013 vytvořil instalaci pro vyhlášení Semana Santa (Svatého týdne, jedna z nejdůležitějších událostí města). Instalace zabrala veškeré místo Teatra Cervantes (Divadla Cervantes). Později se tato instalace přesouvá do skanzenu San Ramón Nonato v Malaze. Jorge Rando také zrealizoval několik výstav, které naplánoval již dříve ve Španělsku a v Německu. Začal také pracovat na cyklu „La luz“, které se skládá ze tří nástěnných maleb, každá přibližně o velikosti 30 m².
V roce 2014 bylo otevřeno Jorge Rando Museum, ve čtvrti Molinillo v klášteře „Las Madres Mercedarias“, které vystavuje umělcovy sbírky a uchovává je. Kromě toho muzeum také představuje sídlo stejnojmenné nadace (Jorge Rando Fundación). Muzeum je zaměřeno na studium expresionismu ve všech jeho aspektech. V tomto roce se zde konala výstava Encuentro Käthe Kollwitz – Jorge Rando.
V následujícím roce 2015 Muzeum Jorge Rando vystavuje Mistrovy nové cykly Paisajes Verticales a Paisajes en el Espacio. V tomto roce také Jorge Rando získal cenu za umění „Estrella Feniké“. Pracoval také s pětadvaceti umělci z Univerzity Umění v Berlíně (UdK). Spolu s generálním ředitelem UdK, profesorem Lucanderem, se přesunuli do Malagy, aby mohli společně pracovat v ateliéru muzea na průkopnickém projektu, jehož výsledkem jsou krátkodobé výstavy v Muzeu Jorga Randa. Projekt byl oceněn jako Museo del Año 2015, sdružením „Amigos de Málaga“. V tomto roce se také koná, poprvé ve Španělsku, výstava Ernsta Barlacha.
Malba Jorga Randa se vyznačuje narušením tvaru, citlivostí barev a přítomností gest. Jednotlivé cykly jsou velmi rozsáhlé. Od konce šedesátých let do začátku let sedmdesátých, vznikly cykly jako Prostitución, Las maternidades, Pesadumbres, Animales, Paisajes, África, atd.
Dalším důležitým aspektem jeho práce je tvorba obrazů s náboženskou tematikou, která je určena k propojení základních témat v konfiguraci západního umění.
Dnes Jorge Rando žije a pracuje střídavě v Malaze a v Hamburku.